# 新晃侗族自治县人民政府
27°21′29″N 109°10′53″E / 27.358174°N 109.181279°E
新晃侗族自治县人民政府（简称新晃县政府）是中华人民共和国湖南省怀化市新晃侗族自治县的行政管理机关。现任县长杨鹏，2021年7月上任。

## 沿革
1949年11月7日，中国人民解放军进驻晃县，晃县解放。:3511月10日，“晃县人民政府”成立，肖林出任第一任县长，属会同专区，1952年8月会同专区改为芷江专区，同年11月芷江专区改为黔阳专区，晃县属黔阳专区。:35
1956年12月5日，“新晃侗族自治县”建立，“新晃侗族自治县人民政府”成立。:35
1981年7月，黔阳专区改为怀化地区，1997年怀化地区撤地设市，新晃侗族自治县人民政府属怀化市人民政府领导。:35

## 历任县长
| 姓名   | 就任日期   | 卸任日期   | 备注  |
| ------ | ---------- | ---------- | ----- |
| 肖林   | 1949年11月 |            | :39   |
| 杨先容 |            | 2002年10月 |       |
| 黄雪鸿 | 2002年10月 | 2009年4月  |       |
| 张霞   | 2009年4月  | 2011年12月 |       |
| 陆志前 | 2011年12月 | 2021年5月  | [ 2 ] |
| 杨鹏   | 2021年7月  |            | [ 3 ] |